# إيفاء (اسم)
إِيْفَاء هو اسم علم مؤنث من أصل عربي، ومعناه هو إتمام العهد وإعطاء الغير حقه تامًا.